# 34街-賓州車站 (IRT百老匯-第七大道線)
34街-賓州車站（英語：34th Street - Penn Station）是美國紐約地鐵IRT百老匯-第七大道線的一個快車地鐵站，位於曼哈頓34街及第七大道，設有1號線（任何時候停站）、2號線（任何時候停站）與3號線（任何時候停站（深夜除外））列車服務。可經賓夕法尼亞車站轉乘長島鐵路、新澤西公共交通公司及美鐵。

## 車站結構
| G                  | 街道                                                                  | 出入口 升降機位於長島鐵路入口，第七大道以西34街南側 |
| P 月台層           |                                                                       |                                                     |
| 側式月台，右側開門 |                                                                       |                                                     |
| 北行               | 往范科特蘭公園-242街（深夜時 往241街）（時報廣場-42街）               |                                                     |
| 北行快速           | 往威克菲爾德-241街（96街） · 往哈萊姆-148街（時報廣場-42街）          |                                                     |
| 島式月台，左側開門 |                                                                       |                                                     |
| 南行快速           | 往夫拉特布殊大道-布魯克林學院（時報廣場-42街） · 往新地段大道（14街） |                                                     |
| 南行               | 往南碼頭（深夜時 往夫拉特布殊大道-布魯克林學院）（28街）              |                                                     |
| 側式月台，右側開門 |                                                                       |                                                     |
| M                  | 夾層                                                                  | 月台連接層                                          |

與IND第八大道線34街-賓州車站和IRT東公園道線大西洋大道-巴克萊中心車站相同，此站設有兩個服務慢車的側式月台和快車的島式月台。這是因為預計乘客量的增長和鼓勵乘客在北行下一站時報廣場-42街車站轉乘，其設計為一般為跨月台轉乘的一般島式月台。
此站與位於IND第八大道線的同名車站沒有免費轉乘，雖然兩者皆連接至賓州車站。最近可轉乘的位置是時報廣場-42街車站，可免費轉乘至42街-港務局客運總站車站。

## 外部連結
- nycsubway.org—IRT West Side Line: 34th Street/Penn Station
- nycsubway.org – When the Animals Speak Artwork by Elizabeth Grajales (1998)（页面存档备份，存于）
- nycsubway.org – A Bird's Life Artwork by Elizabeth Grajales (1997)（页面存档备份，存于）
- Station Reporter – 1 Train
- 34th Street entrance from Google Maps Street View
- 33rd Street entrance from Google Maps Street View
- Platforms from Google Maps Street View （页面存档备份，存于）